# Récepteur AMPA
Pour les articles homonymes, voir AMPA.

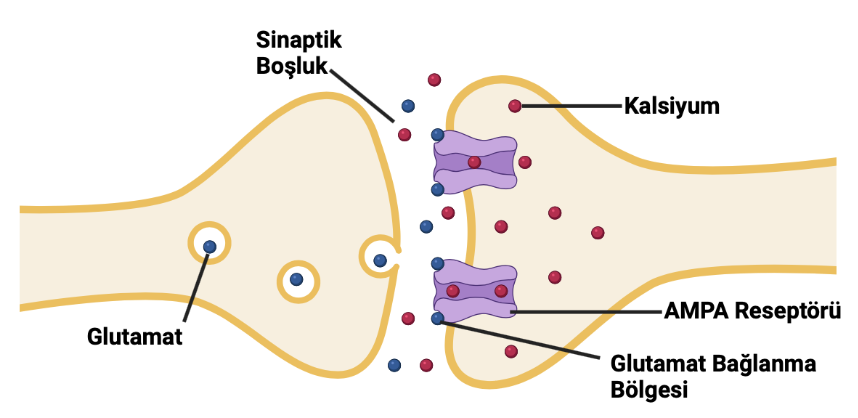
Récepteur AMPA du glutamate

Les récepteurs AMPA sont des récepteurs ionotropes activés par le glutamate. Ils sont perméables aux ions Na+ et K+. Ils sont spécifiquement activés par le {\displaystyle \alpha }-amino-3-hydroxy-5-méthylisoxazol-4-propionate (AMPA). Leurs activations ne nécessitent pas la présence d'un coagoniste. 
On les rencontre principalement dans la densité postsynaptique des synapses glutamatergiques, les plus abondantes du système nerveux central.

## Historique
Les récepteur AMPA ont longtemps été connus, avec les récepteurs kaïnate sous le nom de récepteurs non-NMDA du fait de leur incapacité à être activés par l'agoniste pharmacologique N-méthyl-D-aspartate (NMDA).

## Structure
Le récepteur AMPA est un hétérotétramère formé de quatre sous-unités. On considère habituellement que dans un récepteur AMPA on rencontre deux sous-unités différentes stœchiométriquement associées, la maturation du tétramère se faisant par association de deux homodimères dans la voie de sécrétion. Les sous-unités des récepteurs AMPA sont nommées GluR1, GluR2, GluR3 et GluR4 (parfois notées GluRA-D). Les récepteurs les plus abondants sont les formes GluR1/2 et GluR2/3.
Chaque sous-unité est constituée d'une queue aminoterminale extracellulaire, de trois hélices transmembranaires, d'une séquence hydrophobe constituant le pore du canal et d'une séquence carboxyterminale cytosolique. La partie extracellulaire du récepteur tétramérique est subdivisée en deux domaines appelés domaine de liaison au ligand et domaine aminoterminal.
Pour chaque sous-unité il existe des variants d'épissage portant sur la queue carboxyterminale et la dernière boucle extracellulaire. On distingue notamment des formes longues et des formes courtes. L'ARN messager de la sous unité GluR2 est la cible d'un phénomène d'édition de l'ARN Q586R, rendant le canal imperméable au calcium, la forme non éditée, ou sans la sous-unité GluR2, étant perméable au calcium. Les sous-unités GluR2/3/4 subissent également une édition R743G. Certains variants d'épissage possèdent une séquence d'interaction avec les protéines à domaine PDZ, séquence constituant les quatre derniers acides aminés. Il s'agit de la séquence -SVKI pour Glur2/3. Les protéines interagissant avec la séquence -SVKI sont PICK1 et GRIP/ABP, PICK1 étant capables d'interagir avec la forme phosphorylée sur la sérine de cette séquence. 
Les récepteurs AMPA sont associés à une famille de protéines à quatre domaines transmembranaires, les TARP comprenant y-2 (stargazine), y-3, y-4, y-7 et y-8 susceptibles d'interagir avec des protéines MAGUK par des domaines PDZ. On pense que deux molécules de TARP sont associées à un récepteur tétramérique.

## Fonctionnement
Ses effets sont similaires au récepteur kaïnate. Une fois activé, il va déclencher l'ouverture d'un canal perméable au potassium et au sodium. Ainsi, le potassium sortira de la cellule alors que le sodium y entrera. Dans certains cas, il y a en plus une entrée de calcium, cela dépendant de la structure de l'AMPA (plus particulièrement de la présence ou non d'une sous-unité GluR2 éditée). Ainsi, il permettra la dépolarisation de la membrane du neurone cible du glutamate.
Les récepteurs AMPA sont l'objet d'un trafic cellulaire intense (exocytose, endocytose, mais aussi diffusion latérale à la membrane). l'endocytose nécessite une phosphorylation de la tyrosine sur la sous-unité GluR2. Ils peuvent subir une ubiquitination. La régulation de la quantité de récepteurs AMPA à la synapse est responsable dans de nombreux cas des phénomènes de plasticité synaptique et est liée à l'activité de la synapse. Cette plasticité est responsable de la mémoire par l'intermédiaire de la protéine kinase Mzeta (PKMzeta) qui module les récepteurs AMPA. l'endocytose de ces derniers favoriserait également l'apoptose neuronale.